# Арройо, Жаклин
Жаклин Арройо (исп. Jacquelline Arroyo; род. 22 июня 1975, Гвадалахара, Мексика) — известная мексиканская актриса, модель и телеведущая. Рост — 168 см.

## Биография
Родилась 22 июня 1975 года в Гвадалахаре. В мексиканском кинематографе дебютировала в 1997 году и снялась всего лишь в 10 работах — 8 телесериалах и по одному видео и телефильму. Телесериалы Страсти по Саломее, Наперекор судьбе и Завтра — это навсегда оказались весьма популярными телесериалами в карьере актрисы, ибо они были проданы во многие страны мира, также популярным оказался ситком «Женщина, случаи из реальной жизни», где она играла одну из ведущих ролей. В 2012 году снялась для журнала Playboy, который увидел свет в марте.

## Фильмография

### Телесериалы

#### Свыше 2-х сезонов
- 1985—2007: Женщина, случаи из реальной жизни (17 сезонов; снялась с 2002 по 2003 год).
- 2011 — н. в.: Как говорится (6 сезонов) — Селия Мартель

#### Televisa
- 1997: Здоровье, деньги и любовь — Аманте де Хуичо
- 2001: Рождённый без греха
- 2001—02: Страсти по Саломее — Ирма
- 2003—04: Клетка — Доминга
- 2005: Наперекор судьбе — Одетте#2
- 2008: Завтра — это навсегда — Томаса